# The Cure (chanson)
Pour les articles homonymes, voir The Cure (homonymie).
Singles de Lady Gaga
Million Reasons
(2016) Joanne
(2018)
The Cure est une chanson de la chanteuse américaine Lady Gaga, sortie le 16 avril 2017. Elle a été interprétée en public pour la première fois au festival de Coachella 2017.

## Composition

### Écriture
The Cure est une chanson écrite par Lady Gaga, Paul Blair, Lukas Nelson, Mark Nilan et Nick Monson (en). Le titre parle de l'amour inconditionnel.   

### Production
The Cure est produite par Detroit City, Lady Gaga ainsi que par Nick Monson.

### Sonorités
The Cure commence sur des claquements de doigts, un beat dance et un chant doux. Le titre contient de nombreux éléments R&B, rappelant certains titres écrits et composés par Gaga avant qu'elle ne devienne célèbre tel que Second Time Around, notamment sur le refrain. 
Le morceau est extrêmement radiophonique et comprend des sonorités synthpop accompagné d'un rythme Tropical house et permet à la chanteuse de renouer avec ses racines pop qui l'ont rendu mondialement célèbre après des passages par la country, le Rock  n' roll, le Swing et le Jazz.  
La chanson est produite dans une clé de La♭ Majeur avec un tempo de 100 battements par minute. 

## Parution
The Cure est dévoilée pour la première fois en direct le 15 avril 2017 au Festival Coachella. La chanson est dans la foulée disponible sur les plateformes de téléchargements numériques. 

## Accueil critique
Selon Hugh McIntyre, travaillant chez Forbes, The Cure est « totalement différent de ce que Gaga a pu faire auparavant » en décrivant le morceau comme « fun et catchy ». Toutefois, McIntyre note que The Cure manque « du danger de Bad Romance, de l’habilité de faire danser de Telephone, de l'univers glamour et technologique de Applause et de l'innovation risquée de A-YO et de Million Reasons ».  

## Historique de sortie
| Pays         | Date          | Format                         | Label                     | Ref.  |
| ------------ | ------------- | ------------------------------ | ------------------------- | ----- |
| Monde entier | 16 avril 2017 | Téléchargement numérique       | Interscope                |       |
| Italie       | 21 avril 2017 | Hit temporel à la radio        | Universal                 | [ 4 ] |
| États-Unis   | 25 avril 2017 | Hit temporel à la radio        | - Streamline - Interscope |       |
| États-Unis   | 8 mai 2017    | Hit temporel à la radio Hot AC | - Streamline - Interscope | [ 5 ] |